# Zjawisko fi

Przykład iluzji optycznej wykorzystujące zjawisko phi

Zjawisko phi [czyt. fi] – iluzja ruchu przy eksponowaniu serii nieruchomych obrazów w odpowiednio krótkim czasie. Powstaje z uwagi na fenomen ikonicznej pamięci wzrokowej oka ludzkiego.
Zjawisko phi jest podstawą wszelkiego rodzaju animacji; w szczególności wykorzystane jest w filmie i telewizji, gdzie wrażenie ruchu powstaje przy wyświetlaniu obrazów z częstotliwością 25 nieruchomych klatek na sekundę. Minimalna częstotliwość obrazów, dla jakiej powstaje wrażenie ciągłego ruchu, to 16 klatek na sekundę.